# Шиянка

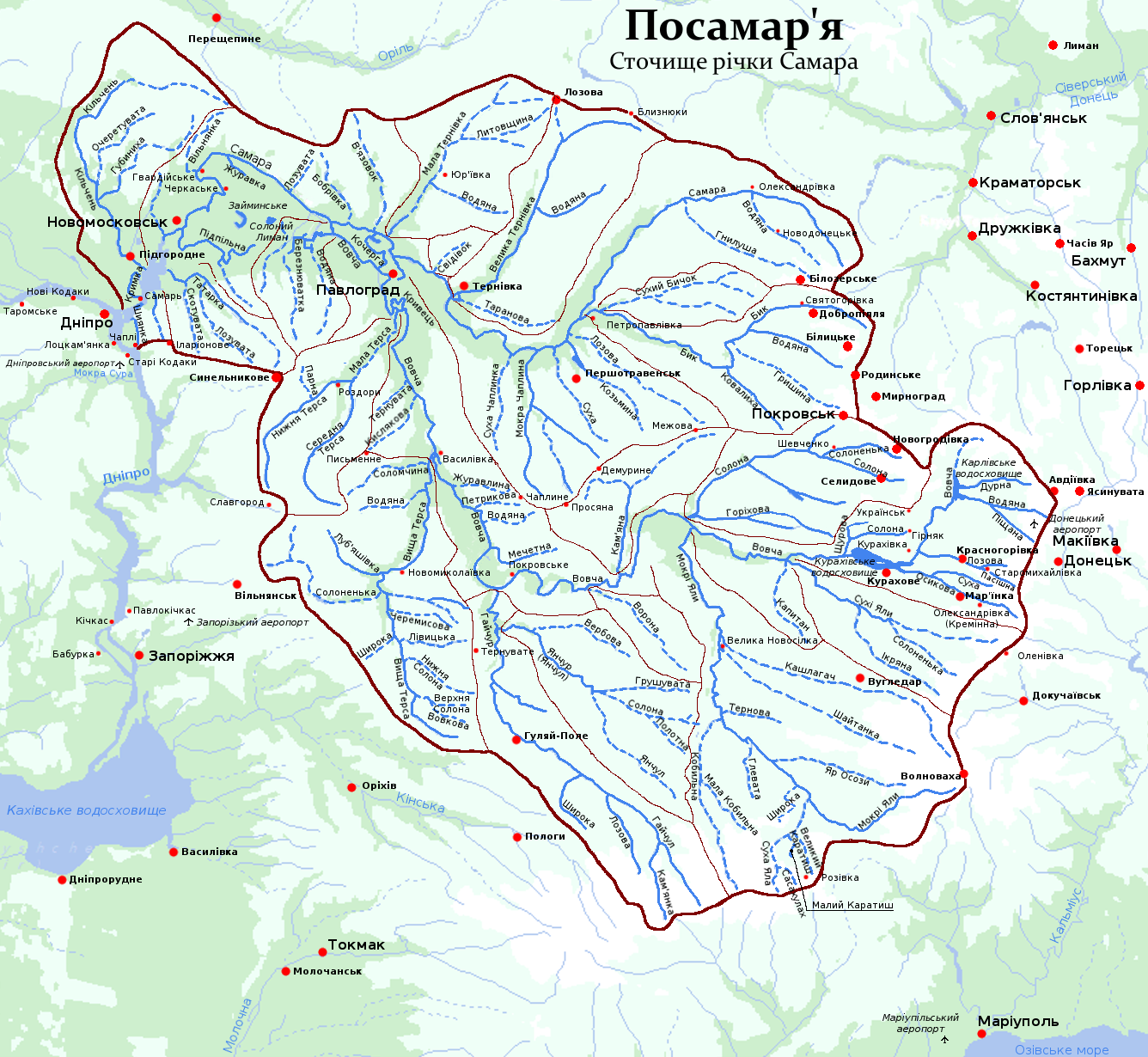

Шиянка — колишній рукав річки Самара, що протікав по однойменній балці між нинішніми житловими масивами Ігрень, Придніпровськ та Чаплі Самарського району міста Дніпро і утворював Ігренський острів (нині півострів) разом з Дніпром і Самарою. Відходив від основного русла біля сучасної вулиці  Німецької і вливався в Дніпро напроти села Старі Кодаки Дніпровського району. На правому березі протоки знаходилось старе козацьке поселення Огрінь, на лівому - Чаплі. Біля північної межі Чаплів до Шиянки вливалась мала річечка, що протікла по балці Западня. З боку Чаплів в річку вливався струмок балка Довжик, що нині впадає в дренажну канаву.
У 1950-ті роки русло Шиянки було перетворене на золовідстійник Придніпровської теплової електростанції і засипане відходами її виробництва.  Воду з затоки Щемилівка  в затоку Шиянка пустили дренажною канавою ліворуч від колишньої річки.
У 1990-ті роки мешканцями Чаплів, Ігрені та Придніпровського на дні балки були розбиті садово-дачні ділянки садового товариства «Шиянка», поверх шлаку дачники насипали привезені глину та чорнозем.
Від річки залишилися:
- у верхній частині - Ігренська затока Самари (нині перегороджена дамбою) з рукавами Щемилівка та Сусанка (друга назва — озеро Шиянка),
- в руслі протоки:
  - низка озер (Окуляри та інші безіменні) забруднених стоками каналізації, шлаком Придніпровської ТЕС та побутовим сміттям,
  - дренажна канава (так звана "нова річка") між затоками Щемилівкою і Шиянкою в яку надходять технічні води з шламонакопичувача електростанції в  балці Западня,
- у нижні частині —  затока Шиянка річки Дніпро утворена в гирлі колишньої річки після спорудження Дніпрогесу в 1934 році.

Див. також Шиянка (балка).